# Straja, Tărgoviște
Straja (în bulgară Стража) este un sat în comuna Tărgoviște, regiunea Tărgoviște,  Bulgaria. 

## Demografie
Componența etnică a satului Straja
     Turci (39,39%)
     Bulgari (52,06%)
     Romi (2,89%)
     Nicio identificare (5,23%)
     Altele (0,41%)
La recensământul din 2011, populația satului Straja era de 726 locuitori. Din punct de vedere etnic, majoritatea locuitorilor (52,06%) erau bulgari, existând și minorități de turci (39,39%) și romi (2,89%). Pentru 5,23% din locuitori nu este cunoscută apartenența etnică.